# Madrileña Suministro de Gas
Madrileña Suministro de Gas es una empresa madrileña dedicada a la comercialización de gas y luz.
Pertenece al grupo energético portugués Galp Energía desde su compra en 2010 a Gas Natural Fenosa, obligada a desinvertir por el tribunal de la competencia tras la compra de Unión Fenosa.
También conocida como Madrileña de Gas ofrece tarifas de último recurso a través de su comercializadora de último recurso Madrileña Suministro de Gas S.U.R, y del mercado liberalizado a través de Madrileña Suministro de Gas S.L.